# The Sands of Dee
The Sands of Dee is een stomme film uit 1912 onder regie van D.W. Griffith. De korte film is gebaseerd op een gedicht van Charles Kingsley. Mary Pickford zou de hoofdrol spelen, maar werd door nieuwkomer Mae Marsh vervangen na een meningsverschil met de regisseur.

## Rolverdeling
| Acteur              | Personage                |
| ------------------- | ------------------------ |
| Mae Marsh           | Mary                     |
| Robert Harron       | Bobby                    |
| Charles Hill Mailes | Mary's vader             |
| Grace Henderson     | Mary's moeder            |
| Kate Toncray        | Bobby's moeder           |
| Edwin August        | De artiest               |
| Claire McDowell     | Verloofde van de artiest |
| Spottiswoode Aitken |                          |
| Wilfred Lucas       |                          |